# Albert Hahn
Albert Pieter Hahn, anche conosciuto come Albert Hahn (Groninga, 17 marzo 1877 – Amsterdam, 3 agosto 1918), è stato un artista e fumettista olandese.
È universalmente conosciuto per le sue visioni socialiste e antimilitariste, che fortemente hanno influenzato i suoi lavori.

## Biografia
Albert Hahn nacque nel 1877 a Groninga, in una famiglia molto povera (che lui stesso arrivò a definire: "rispettosamente povera"). Suo padre era un artigiano con idee fortemente anticlericali. Nonostante questo, sua madre faceva parte della chiesa mannonita.
All'età di soli nove anni sviluppò una forte tubercolosi che gli impedì di proseguire gli studi ed iniziò così ad apprendere il mestiere del padre. Alcuni anni dopo decise di iscriversi all'Academie Minerva, che però fu costretto ad abbandonare a causa della sua malattia, che lo costrinse ad essere ricoverato per due anni in ospedale. 
Nel 1896, dopo essere rimasto fortemente affascinato da delle opere di Van Gogh ad un'esposizione nella sua città natale, decise di dedicarsi all'arte e così ottenne un permesso speciale dal governo olandese per iscriversi alla Quellinusschool, nella quale si laureò ed ottenne un'abilitazione all'insegnamento.

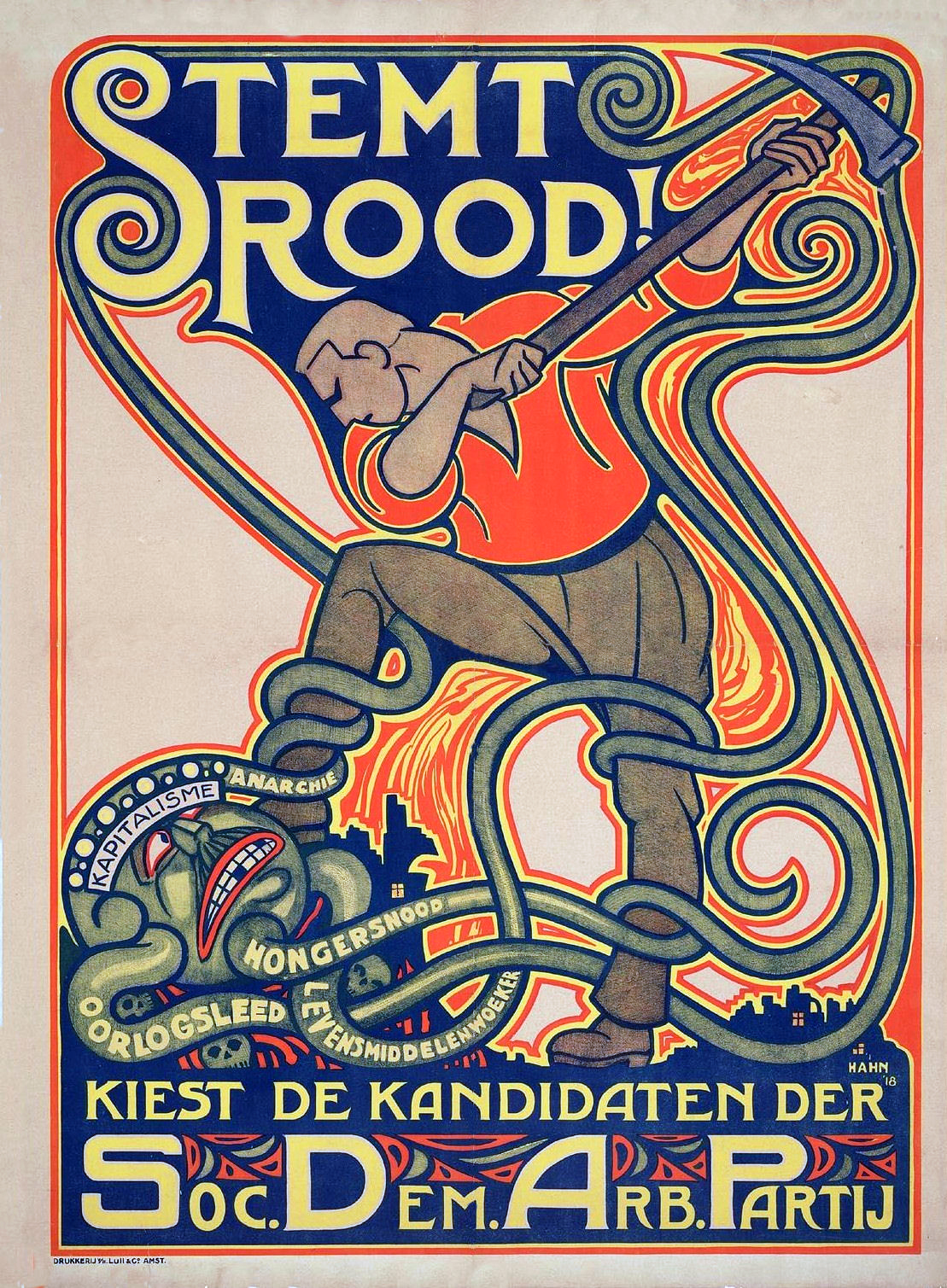
Una delle illustrazioni di Hahn per il Partito Socialdemocratico dei Lavoratori.

Il suo interesse nel socialismo, lo portò ad iscriversi al Partito Socialdemocratico dei Lavoratori. In questo periodo scrisse "Krotten en Sloppen" (in italiano: "Baracche e baraccopoli") nel quale analizza le condizioni abitative dei Paesi Bassi del suo tempo. Il libro venne pubblicato nel 1901 insieme alle sue illustrazioni. 
Nel 1902, il giornale socialdemocratico Het Volk tenne un corcorso per selezionare un illustratore. Hahn partecipò con successo e stipulò un contratto a tempo indeterminato con l'azienda. Iniziò fin da subito a realizzare vignette a carattere politico, collaborando anche con il giornale socialista De Notenkraker.
Tutto questo gli permise, nel 1905, di abbandonare il suo mestiere da insegnante per dedicarsi esclusivamente al suo lavoro artistico.
Nel 1911 si sposò con Iemkje Dijkman, con la quale ebbe due figlie.

## Morte prematura

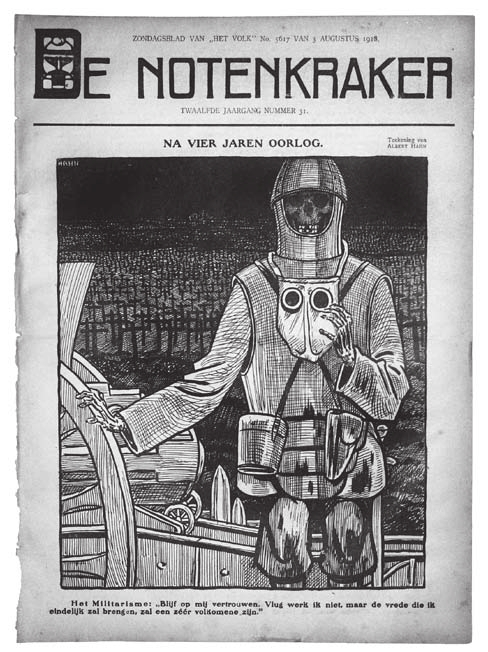
L'ultima illustrazione disegnata da Hahn datata 3 agosto 1918, giorno stesso della sua morte.

Durante la prima guerra mondiale, il soggetto principale delle opere di Hahn divennero la morte e la distruzione. L'artista morì nel 1918, poco dopo la fine del conflitto, a causa della sua lunga malattia all'età di 41 anni. Durante la sua carriera produsse circa quattromila opere, la maggior parte di esse conservate nel museo giornalistico Persmuseum di Amsterdam.